# Casa Gamble
Casa Gamble è una famosa abitazione progettata da Charles e Henry Greene per David B. Gamble a Pasadena, in California. La casa è uno dei capolavori dei fratelli Greene e di tutta l'architettura residenziale americana.

## Realizzazione
David Berry Gamble era un ricco uomo d'affari di Cincinnati in pensione, figlio del fondatore dell'impero imprenditoriale della Procter & Gamble, e, tra dieci fratelli, era uno dei tre soli che aveva seguito gli affari dell'azienda del padre. David e sua moglie Mary chiesero allo studio dei Greene una casa per passare l'inverno. La coppia aveva tre figli e anch'essi avrebbero passato del tempo nella casa. David e Mary Gamble erano i clienti ideali per i fratelli Greene: molto ricchi, non erano tuttavia inclini a mostrarlo; ciò che chiedevano era una casa confortevole dove passare una vita sana e acculturata e dove poter apprezzare l'ambiente naturale che la California offriva.
La Gamble House sorge su un terreno di forma romboidale di circa mezzo ettaro di grandezza, affacciato su Westmoreland Place, una strada privata che serviva soltanto altre cinque proprietà, tra le quali esisteva l'intesa di non costruire recinzioni per creare un senso di unità fra i vicini. La zona è affacciata sulla piccola valle dell'arroyo seco, e gode della vista sulle San Gabriel Mountains, ma l'elemento più caratteristico del lotto era un paio di vecchi eucalipti situati nella parte più alta del terreno e che adesso non sono più presenti.
Un primo progetto degli architetti consisteva in edificio con una pianta a U che abbracciava gli eucalipti, un secondo progetto era più simile a quello che fu realizzato, ma orientato in modo da catturare le brezze prevalenti della zona. I Greene scoprirono solo in seguito che la Westmoreland Improvement Company aveva imposto un accordo ai Gamble che li vincolava a costruire una casa con la facciata parallela alla strada, ragione per cui doverono cambiare questo progetto preliminare con quello definitivo, probabilmente ancora migliore.
Charles e Henry Greene lavoravano insieme, ma, dei due, sappiamo che il progetto di casa Gamble fu realizzato da Charles. I Gamble stipularono con gli architetti tre contratti diversi: uno per la costruzione della casa, uno per quella del garage, e un ultimo che impegnava i Greene a fornire ai clienti anche l'arredamento, che fu interamente progettato per l'occasione. Mary, in particolare, era molto interessata al lavoro di Charles Greene, che seguì da molto vicino, e una stretta collaborazione tra clienti e architetti permise a Charles di rispondere in maniera particolare a tutte le necessità dei Gamble, che comunque lasciarono ai progettisti una libertà invidiabile, fiduciosi che l'edificio realizzato sarebbe stato all'altezza delle loro aspettative.
La costruzione di casa Gamble fu affidata all'impresa di costruzioni di Peter e John Hall, eccellenti artigiani la cui esperienza l'ha resa possibile.

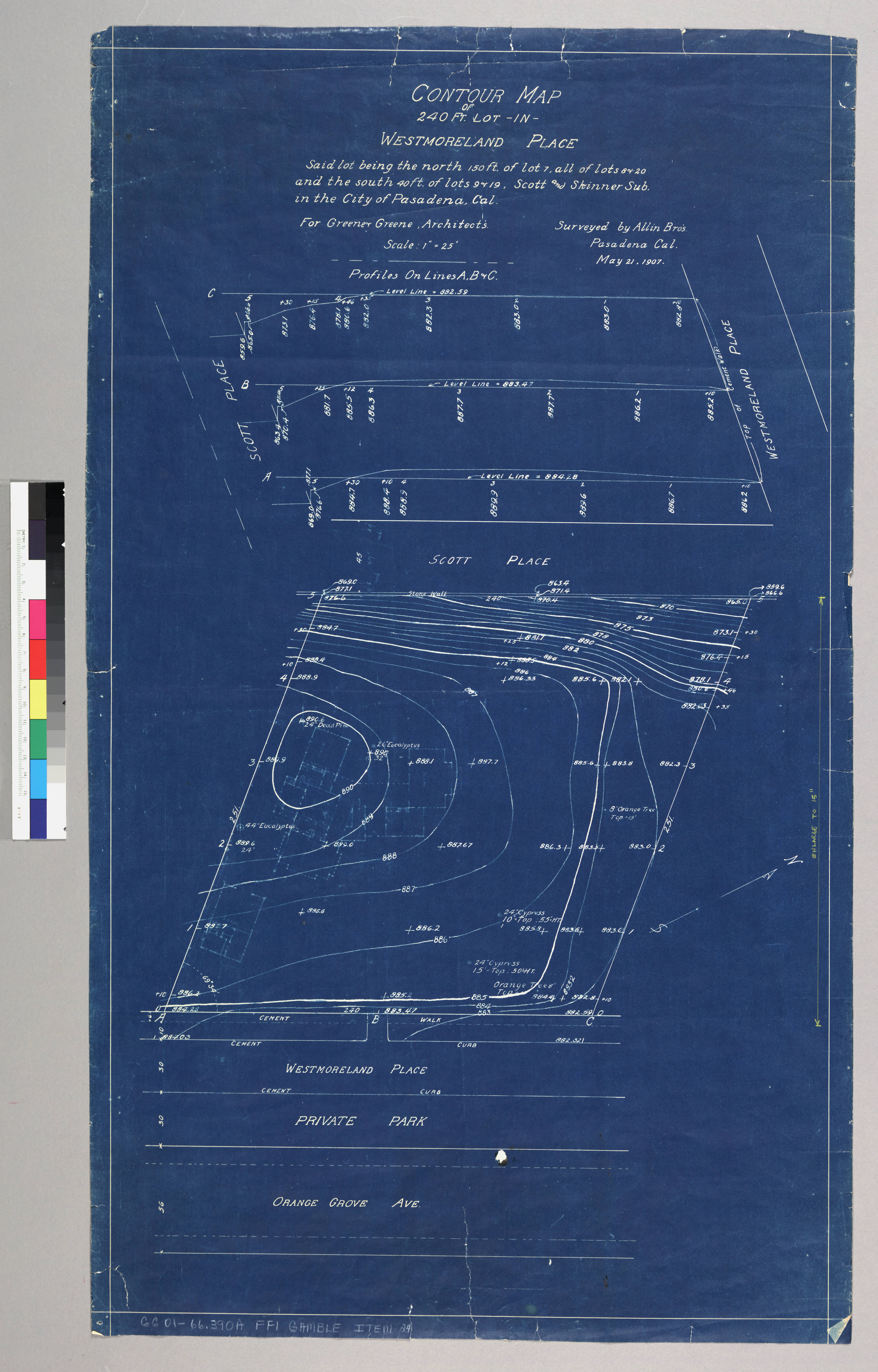
Planimetria del lotto dei Gamble; è faticosamente visibile il disegno del primo progetto provvisorio.
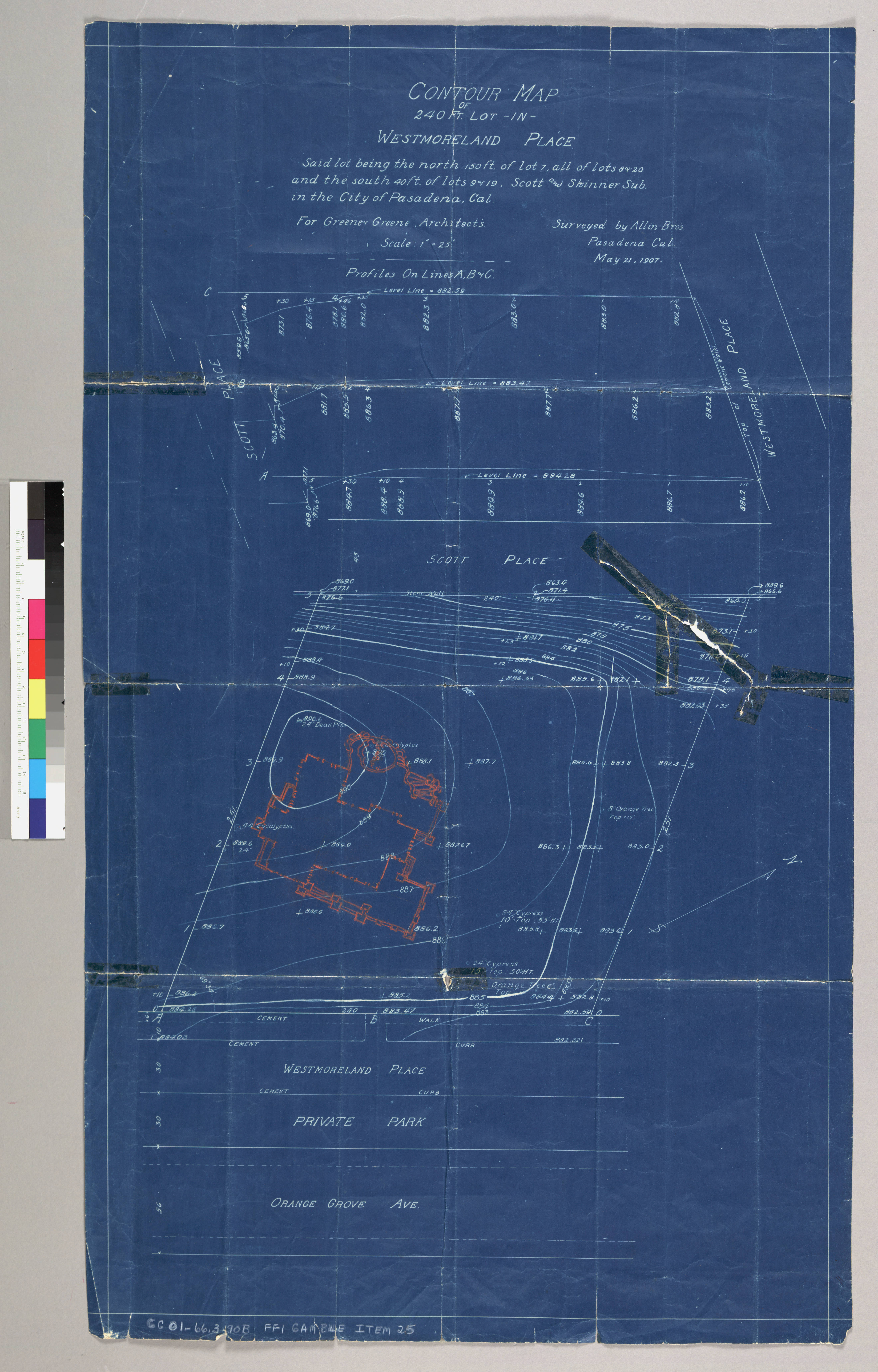
Secondo progetto provvisorio
Pianta di inquadramento del progetto definitivo; sono segnate le tubature.

## Descrizione

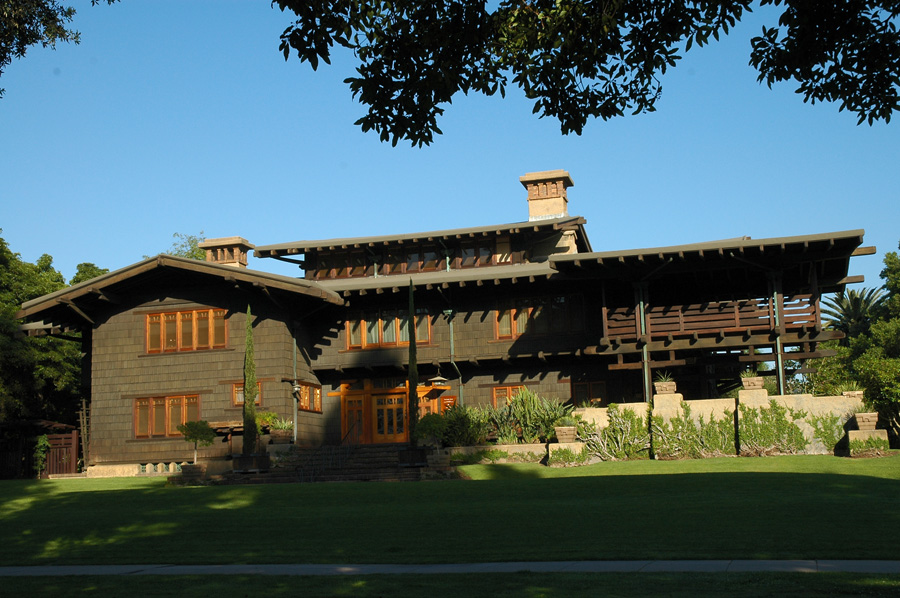
Facciata principale della casa

### Aspetto esteriore
Schermata dalla strada principale da una cortina di alberi, la casa è ben visibile dalla strada privata su cui si affaccia;  un vialetto interno pavimentato a mattoni posizionati a lisca di pesce entra nella proprietà e, passando davanti al portone di ingresso, conduce all'ampio garage. Analogamente alla casa, il garage ha un tetto a spioventi molto aggettante e, essendo questo vicino al suolo, confonde il garage con il curatissimo giardino, tanto che non sembra un edificio in sé.
La casa, rivestita a scandole di cedro verniciate verde oliva, appare all'osservatore sostanzialmente modesta, nonostante le sue dimensioni, per via del materiale apparentemente povero con cui è stata costruita. La sua struttura irregolare e asimmetrica la avvicina a un elemento naturale e le fondamenta, anch'esse varie per dimensioni, la ancorano visivamente al terreno. Le finestre sono disposte in maniera irregolare e un portico appoggiato su pilastri in legno si protende al primo piano dal lato nord dell'edificio, catturando lo sguardo del visitatore.
È invece un elemento rassicurante il corpo rettangolare che, attraversando l'edificio nell'asse perpendicolare alla strada e sporgendo dalla facciata, con la sua forma tradizionale ricorda che questa è una casa. Anche le gronde fortemente aggettanti danno un'aria accogliente all'edificio, oltre a schermare le finestre dalla luce del caldo sole sud-californiano.

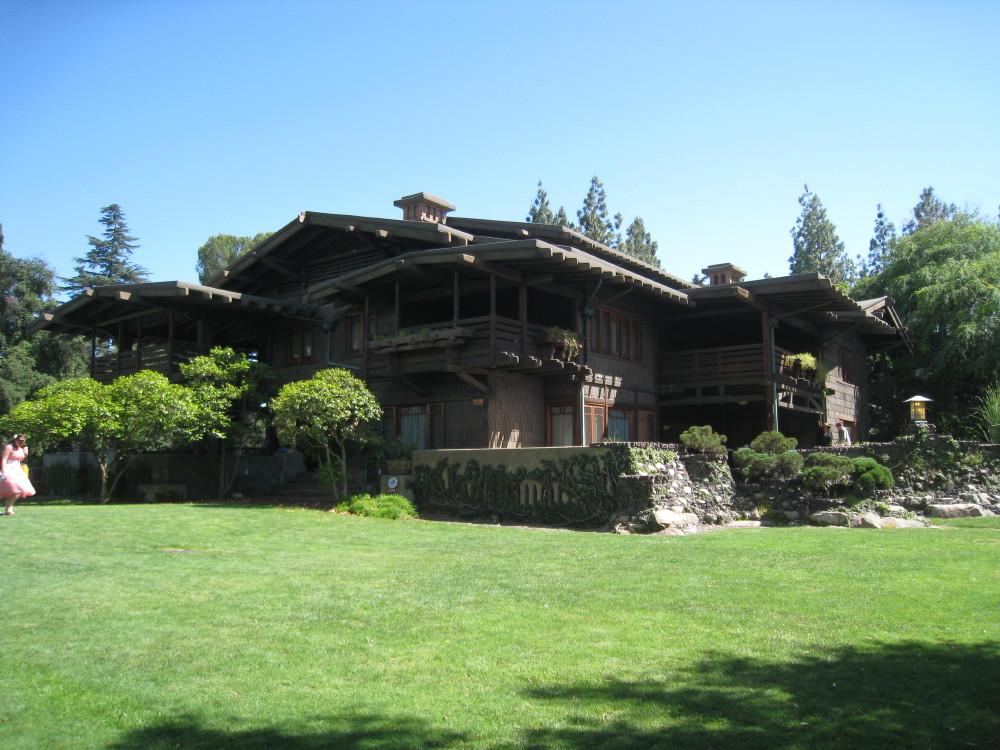
Vista nord

A chiunque osservi il lavoro di carpenteria della Gamble House sarà evidente, più di ogni altra, l'influenza dell'architettura tradizionale giapponese. In questa casa i Greene combinarono un tipo di struttura a montanti e travi di stampo giapponese con una struttura muraria a balloon frame, tipicamente americana. Le travi, i beccatelli, i pilastri e i travetti che reggono la struttura della casa e in special modo dei tre portici aggettanti dal primo piano sono posti in evidenza e fanno mostra della loro funzione e del minuzioso lavoro artigianale con cui sono stati sistemati, smussati e rastremati uno per uno. Dei quattro lati dell'edificio quello nord-occidentale è il più energico: dal giardino dietro la casa si può osservare il profilo della casa arricchito da tutti e tre i portici. I pilastri e le travi su cui poggiano i particolarissimi portici sono sovradimensionate per dare alla struttura un'apparenza di solidità straordinaria e per creare una composizione equilibrata.
Sensibili alle idee salutistiche che divennero forti in quel periodo della storia dell'architettura, i fratelli Greene facevano attenzione, per le loro realizzazioni, alle brezze prevalenti delle zone di progetto, e cercavano di garantire una circolazione ideale dell'aria negli edifici. Oltretutto, nella Gamble House i Greene hanno cercato in ogni modo di incoraggiare i clienti a uscire fuori dalle mura della casa, dotando quest'ultima di numerose aperture sia al piano terreno, sulle due terrazze che abbracciano la pianta dell'edificio, sia al primo piano, sui tre portici, uno per ogni camera usata continuativamente. I due grandi eucalipti che si trovavano nella proprietà furono sistemati nella terrazza dietro alla casa, di fronte a uno dei portici e accanto a un laghetto di chiara ispirazione orientale. I portici al piano superiore invece furono concepiti dai Greene come vere e proprie stanze aperte: pensate per incoraggiare i residenti a passare all'aperto anche i giorni di pioggia e addirittura le notti, sono collegate alla camera di ciascun residente e hanno le pareti rivestite a tavole e listelli, come gli interni, per aumentare la continuità con le altre stanze della casa.
La struttura della casa è interamente in legno, eccezion fatta per i camini, in laterizio, e le fondamenta, in calcestruzzo e mattoni klinker, utilizzati anche nel terrapieno che sorregge la terrazza.

### Organizzazione interna
La Gamble House ha quattro piani, di cui uno interrato e riservato ad alcuni locali di servizio. Il resto della casa ruota invece attorno al nucleo centrale in cui trovano posto due diverse rampe di scale. Mentre il primo piano accoglie la zona notte, il piano terreno è diviso in ambienti separati destinati a scopi diversi: a sinistra dello spazioso ingresso si trova un piccolo appartamento dedicato agli ospiti e più avanti la cucina e la sala da pranzo; a destra dell'ingresso trovano posto il soggiorno e il den di David Gamble – letteralmente traducibile con la parola "rifugio". Il terzo piano è occupato da una sola stanza.

#### Piano terreno
(Reyner Banham, traduzione di Carla Malerba)
     soggiorno
     sala da pranzo
     cucina
     veranda
     ghiacciaia
     dispensa
     den
     camera
     ripostiglio
     cabina armadio
     bagno
     gabinetto
Al piano terreno la porta principale introduce in un ampio ingresso che attraversa tutta la larghezza della casa affacciandosi direttamente sulla terrazza sul giardino. Questo ambiente, di grande bellezza, trasmette una sensazione di immediato benessere, anziché invitare a raggiungere altri ambienti della casa. A questo atrio si accede attraverso tre porte di teak le cui vetrate insieme compongono un'immagine dai colori caldi e piacevoli ispirata a un albero di quercia, astratto però al punto tale da avere foglie che assomigliano piuttosto a quelle di ginkgo. La vetrata della porta d'ingresso di casa Gamble ha uno strato opalescente all'esterno e uno cangiante all'interno e fu realizzata, come le altre vetrate della casa, con una tecnica a giunture piombate non tradizionale da Emil Langhe, un artigiano di Los Angeles che aveva lavorato per Tiffany a New York. La monumentale rampa di scale sulla destra è un capolavoro di artigianato ispirato all'arte tradizionale giapponese.
Subito a destra dell'ingresso, ancor prima delle scale si trova un breve corridoio che porta al den di David Gamble. Questa stanza che comunica solo con l'ingresso e con la terrazza, fu arredata non dai fratelli Greene, ma da Gamble stesso, che la usò in generale come proprio studio; per il resto, il den è l'unica stanza della casa in cui gli architetti predisposero un uso prevalente del legno di quercia e il camino in mattoni domina con la sua imponenza tutto l'ambiente. Subito a sinistra dell'ingresso si trova invece un appartamento riservato agli ospiti, comprendente una camera da letto, un bagno, un gabinetto e una cabina armadio e collegato al resto della casa tramite un'unica porta. L'arredamento per questa stanza è realizzato prevalentemente in acero da zucchero, ma meritano una nota i preziosi porta-lampade a muro di mogano intarsiato in argento e vetro piombato.
Dalla porta di ingresso si può raggiungere direttamente il terrazzo dietro alla casa, ma prima ci si trova alla sinistra del soggiorno, mentre dal lato opposto si può accedere diagonalmente alla sala da pranzo. Il salotto è una spaziosa stanza dalla pianta cruciforme aperta sull'ingresso senza separazione di porte; degli altri tre "bracci" della sala uno si apre in luminose finestre sulla terrazza sul retro, uno è illuminato dal giardino nord e può essere raggiunto da una discreta porta sulla terrazza est, l'ultimo si raccoglie attorno al camino. Un fregio decorato continuo in sequoia circonda la stanza ispirato ai ramma giapponesi e contribuisce ad abbassare l'altezza percepita della stanza. Due travi ricurve rinforzate da catene in legno sovrastano l'ambiente del camino e quello affacciato sulla terrazza riproponendo all'interno la stessa carpenteria ispirata all'architettura giapponese evidente all'esterno. La sala da pranzo invece risulta illuminata da ben tre lati su quattro, mentre quello interno è occupato da un camino e dalle comunicazioni con l'ingresso – mediata da una porta scorrevole in vetro iridescente – e con la dispensa. In particolare la parete sud della sala è per una parte estroflessa e quasi saturata da una credenza e da cassetti in mogano dell'Honduras realizzati sul posto; sopra di questi ritagliano il proprio spazio delle finestre in vetro piombato che ritraggono rami di vite.
La rampa di scale sulla sinistra dell'ingresso, invece, è schermata da questo e si trova vicino alla cucina e alle stanze di servizio ad essa collegate. Pur riservate alla sola servitù, queste stanze furono progettate dai Greene con la stessa attenzione applicata al resto della casa. Buona parte della luce che illumina la cucina proviene da una veranda sul lato sud della casa che funge da sala da pranzo per la servitù ma anche da collegamento sia con l'orto e sia con il piano interrato. Accanto alla cucina si trovano una ghiacciaia e una stanza adibita a dispensa, che si frappone tra la cucina e la sala da pranzo. L'arredamento per gli ambienti di servizio è realizzato soprattutto in acero.
     camera
     portico
     deposito della biancheria
     ripostiglio
     bagno
     gabinetto

#### Primo piano
Le tre camere più importanti della casa, che si trovano al piano superiore, sono state realizzate per i due proprietari, per i loro due figli minori Sidney e Clarence – all'epoca della costruzione della casa ancora adolescenti – e per la sorella nubile di Mary Gamble, chiamata da tutta la famiglia “aunt Julia”. Anche a questo piano la parte centrale è occupata da un unico locale che attraversa l'edificio da est a ovest; a nord di questo si trovano la camera della coppia Gamble e quella dei due figli, rispettivamente la più grande e la più piccola delle tre. La camera dei due sposi è enorme, perciò l'ambiente è implicitamente diviso in zone dai tappeti sul pavimento e dalla disposizione delle travi sul soffitto. La camera dei figli è più piccola probabilmente perché ci si aspettava che i fratelli non avrebbero passato molto tempo dentro casa. A sud dell'ampia sala centrale che funge da disimpegno, si trovano la camera di Julia Huggins, le camere della servitù e una camera destinata a eventuali ospiti membri della famiglia, posizionata direttamente sopra la camera per gli ospiti al piano terreno. Eccezion fatta per le camere della servitù e il già citato studio di David Gamble, le uniche stanze di cui Charles Greene non curò l'arredamento furono la camera dei due fratelli e quella riservata agli ospiti di famiglia: di queste si occupò Gustav Sickley, un progettista di cui i Greene si fidavano molto e che avevano già consigliato ad altri clienti. Julia Higgins, dal suo canto, decise di trasferire nella sua camera il proprio letto in ottone e la propria stufa da Cincinnati, salvo ricredersi per quanto riguardava la stufa, essendo già soddisfatta del clima della casa: per questo nella camera della Higgins al posto del camino è ancora presente l'accesso alla canna fumaria che è sempre rimasto chiuso. Il resto della camera è arredato con grande uso di rattan, materiale raramente sfruttato dai Greene.
Gli sleeping porch, come vengono chiamati i portici destinati anche all'uso notturno, sebbene adesso sembrino strani, non erano rari in quel periodo, nel quale si stavano affermando i criteri progettuali salutisti. Nella Gamble House il portico più spazioso è quello riservato ai due giovani – in qualche modo compensandoli delle dimensioni relativamente non generose della camera – quello più piccolo è invece in diretto collegamento con la camera dei due proprietari; il terzo quindi è collegato sia alla camera di Julia, sia alla stanza centrale, da cui può essere raggiunta anche dagli ospiti.
Gli interni del primo piano, pur mantenendo stilisticamente una omogeneità con quelli del piano terreno, data dalle modanature in cedro, dagli armadi costruiti sui muri e dalla striscia orizzontale pensata per accogliere dei quadri che circonda la maggior parte degli ambienti, sono completamente diversi nei colori, più chiari, e nell'atmosfera, più serena e rilassata. I ricchi ed eleganti pannelli in legni esotici e i pezzi di arredamento in mogano lasciano al piano superiore il posto a muri intonacati e rivestiti di tele colorate e le vetrate piombate sono sostituite da più pratiche finestre trasparenti che permettono l'ingresso di una maggior quantità di luce.

#### Attico

tavola dei dettagli del progetto

Il terzo piano è costituito da un'unica grande sala, illuminata da quattro lati da una serie di finestre che saturano le pareti. Nei primi disegni venne descritta come sala da biliardo e non era frutto di un progetto originale, ma era stata messa su carta già per un altro progetto, non realizzato, dei Greene; i due architetti pensarono che si adattasse bene anche a questa casa e i coniugi Gamble acconsentirono alla sua realizzazione, sebbene avesse soprattutto motivi compositivi. Il progetto del locale subì quindi un'evoluzione e nei disegni definitivi fu chiamato semplicemente: "attico"; un particolare uso della stanza è poi quello di favorire la ventilazione della casa, facendo defluire, all'occorrenza, l'aria calda. Pur prevedendone un uso molto limitato, i fratelli Greene progettarono l'attico con la massima attenzione ai dettagli e ne fecero forse l'ambiente più bello della casa: è l'unica stanza il cui soffitto non è piano, ma è sostenuto da due capriate; anche i travetti del tetto sono visibili. Travi e travetti, in pregiato pino dell'Oregon, sono lavorati con grande precisione e rendono all'interno della sala la stessa drammatica bellezza percepibile dal lavoro di carpenteria degli elementi esterni.

## Eredità
La Gamble House è forse l'architettura americana che più si è avvicinata all'Art Nouveau, che era stata di gran moda in Europa in tutto il primo decennio del secolo. È generalmente considerata il lavoro migliore dei Greene and Greene e uno dei migliori risultati dell'architettura Arts and Crafts americana, viene citata spesso insieme a casa Blacker, costruita un anno prima, ma è conservata molto meglio dell'altra, che fu separata non solo del proprio originale arredamento, ma anche degli infissi.
La reputazione del lavoro dei fratelli Greene iniziò ad aumentare e le loro opere furono riscoperte dopo la seconda guerra mondiale, tuttavia negli anni 1960 ancora venivano demoliti dei progetti dei due architetti. Gli ereditari di casa Gamble decisero invece di garantire una protezione a questo illustre edificio donandolo, insieme a tutto il suo arredamento originale, alla città di Pasadena, che lo affidò in gestione all'università della California del sud. La casa è stata inserita nel National Register of Historic Places a settembre del 1971 ed è stata riconosciuta come National Historic Landmark a dicembre del 1977.

## Curiosità
L'esterno della casa è diventato famoso in tutto il mondo come la casa di Emmett "Doc" Brown nel film Ritorno al Futuro del 1985.